# 瓦氏深海康吉鰻
瓦氏深海康吉鰻（学名：Bathycongrus wallacei）为糯鰻科深海康吉鰻屬下的一个种。该物种于1968年由Peter Henry John Castle描述及命名，分布于印度洋-太平洋海域。

## 扩展阅读
- 維基物種上的相關：瓦氏深海康吉鰻